# Патриція Позерська
Патриція Позерська (пол. Patrycja Pożerska; нар. 12 липня 1984, Щецин, Польща) — польська футболістка, півзахисниця.

## Клубна кар'єра
Розпочала свою кар'єру в «Погоні» (Щецин). Пройла через дівочі та молодіжні команди «Погоні», а влітку 1999 року приєдналася до «Колеяржа» (Лодзь). У 2001 році покинула клуб і перейшла до КС АЗС (Вроцлав). Грала у Вроцлаві вісім років, перш ніж прийняла пропозицію польського гранду «Унія» (Ратибор). В «Унії» стала найкращою виконавицею і виграла п’ять чемпіонських титулів. Навесні 2013 року переїхала до Німеччини, щоб приєднатися до клубу Другої Бундесліги «Барденбах». Влітку 2013 року залишила «Барденбах» і перейшла в «Блау-Вайс Гоєн» (Ноєндорф). 31 січня 2014 року приєдналася до співвітчизниці Агати Тарчинської з «Гоєн» (Ноєндорф) до новоствореної жіночої команди Бундесліги «Дуйсбург». Після дев'яти зіграних матчів за «Дуйсбург» повернулася до Польщі в травні 2014 року й підписала контракт з командою Екстракляси «Заглемб'є» (Любін). З 2015 року знову грає у Другій Бундеслізі за «Блау-Вайс Гоєн» (Ноєндорф).
З перших шести розіграшів жіночого Кубка УЄФА вона пропустила лише третій, зіграла 19 матчів та відзначилася 15-ма голами.

## Кар'єра в збірній
У складі молодіжної збірної Польщі (WU-18) відзначилася 8-ма голами у 20-ти матчах. 23 травня 2001 року дебютувала у футболці національної збірної Польщі у матчі кваліфікації чемпіонату світу 2003. Учасниця кваліфікації чемпіонату світу 2003 та 2007 року, а також кваліфікації чемпіонату Європи 2005 та 2009 року. Загалом у складі національної команди 23-ма голами в 84-х матчах.